# Madrid–Toledo nagysebességű vasútvonal
A Madrid–Toledo nagysebességű vasútvonal 75 km hosszú, nagysebességű, normál nyomtávolságú, kétvágányú, 25 kV 50 Hz-cel villamosított vasútvonal Spanyolországban Madrid és Toledo között, melyen AVE vonatok közlekednek.

## Története
A várost eredetileg egy széles nyomtávolságú (1668 mm) vasútvonal kapcsolta össze Madriddal, ám a rosszul megépített vasútvonallal állandó problémák voltak. 1968-ban a Renfe úgy döntött, hogy felfüggeszti a vasúti közlekedést a város felé. A fordulatot 2005 jelentette, ekkora fejeződött be ugyanis a Madrid–Toledo nagysebességű vasútvonal építése és indultak el a nagysebességű járatok Madrid és Toledo között.
A város így csak a normál nyomtávolságú AVE hálózaton érhető el, az országos 1668 mm-es nyomtávolságú vasúthálózattal nincs összeköttetésben. Ez megakadályozza, hogy a vasúti személyforgalom mellett teherforgalom is érinthesse a várost.
A menetidő Madrid és Toledo között a köztes megállások nélkül is mindössze 30 perc.